# ジョージ・ホーン
ジョージ・ホーン（George Horne、1995年5月12日 - ）は、ユナイテッド・ラグビー・チャンピオンシップ、グラスゴー・ウォリアーズに所属するラグビーユニオン選手。

## プロフィール
- スコットランド・ダンディー出身。
- ポジションはスクラムハーフ(SH)。
- 身長 175cm、体重 79kg
- 兄のピーターもラグビー選手[1]で現在チームメイト。
- U20スコットランド代表に選ばれた[2]。
- スコットランド代表キャップは18（2022年12月現在）でラグビーワールドカップ2019のスコットランド代表に選ばれた[3]。
- 7人制スコットランド代表に選ばれた[4]。

## 略歴
2015年、グラスゴー・ウォリアーズに加入。 